# Toyota Industries SC
Toyota Industries SC (豊田自動織機製作所サッカー部 Toyota Jidō Shokki Seisakujo Sakkā Bu; Câu lạc bộ bóng đá Công nghiệp Toyota) là một câu lạc bộ bóng đá có trụ sở tại Kariya, Aichi.
Câu lạc bộ được thành lập năm 1946 dưới công ty mẹ có tên là Dệt tự động Toyoda, và là đội bóng đồng sáng lập Japan Soccer League năm 1965. Sau ba mùa giải đầu tiên thi đấu tại đó năm 1967 đội xuống hạng sau khi để thua trong trận tranh lên/xuống hạng trước đội láng giềng và cũng là đồng sáng lập JSL Nagoya Mutual Bank, đội đã xuống hạng năm trước đó và trở lại. Vì thế, Dệt tự động Toyota trở về thi đấu tại Giải khu vực Tōkai.
Năm 1972 câu lạc bộ lần thứ hai có cơ hội tại giải quốc gia khi là đồng sáng lập JSL Hạng Hai mới, nhưng lại kết thúc ở vị trí cuối bảng và họ chỉ không bị xuống hạng do JSL mở rộng Hạng Nhất lên thành 10 đội. Mùa sau đó họ lại kết thúc ở vị trí thứ 9 và một lần nữa lại thua trong trận tranh lên/xuống hạng, lần này là trước Hitachi Ibaraki, câu lạc bộ dự bị độc lập của câu lạc bộ Hitachi tại Tokyo. Mùa 1972 họ cũng thi đấu cùng với câu lạc bộ anh em Toyota Motors, đội lên hạng sau khi giành chức vô địch và hiện là một thế lực của J. League Nagoya Grampus.
Câu lạc bộ Dệt tự động Toyoda sau nhiều lần lên xuống hạng giữa Giải khu vực Tōkai và Giải tỉnh Aichi, lần gần nhất họ lên hạng giải Tōkai là năm 2003 ở giải Hạng 2 và rồi xuống hạng tỉnh năm 2005.

## Tên câu lạc bộ
- 1946-2000: Câu lạc bộ bóng đá Dệt tự động Toyoda
- 2001-nay: Câu lạc bộ bóng đá Công nghiệp Toyota

## Lịch sử thi đấu
- 1965-1967: Japan Soccer League
- 1968-1971: Giải khu vực Tokai
- 1972-1973: Japan Soccer League Hạng 2
- 1974-1979: Giải khu vực Tokai
- 1980-1991: Giải tỉnh Aichi Hạng 1
- 1992-2000: Giải khu vực Tokai
- 2001-2003: Giải tỉnh Aichi Hạng 1
- 2004-2005: Giải khu vực Tokai Hạng 2
- 2006–nay: Giải tỉnh Aichi Hạng 1